# Блачани (Влашка Блаца)
Блачани или блачени (на гръцки: Βλαστιώτες, Властиотес, до 1927 година Βλατσιώτες, Влациотес) са жителите на градчето Влашка Блаца, на гръцки Власти, Егейска Македония, Гърция. Това е списък на най-известните от тях.

## Родени във Влашка Блаца
А — Б — В — Г — Д —
Е — Ж — З — И — Й —
К — Л — М — Н — О —
П — Р — С — Т — У —
Ф — Х — Ц — Ч — Ш —
Щ — Ю — Я

### А
- Андрей Багаву (1857 – 1888), арумънски просветен деец
- Антониос Керамопулос (1870 – 1960), гръцки археолог

### Д
- Дамаскин Гаганярас (р. 1952), гръцки духовник, яфенски архиепископ на Йерусалимската патриаршия
- Димитрис Заманис, зограф, негова икона от 1860 г. има в храма „Свети Димитър“[1]
- Димостенис Блацис, гръцки солунски общественик

### И
- Илияс Кундурас (капитан Фармакис, ? – 1908), гръцки андартски капитан

### Й
- Йоанис Берекетлис, гръцки андартски капитан
- Йоанис Бумбарас, гръцки андартски капитан
- Йоанис Колицас (1885 – 1908), гръцки андартски четник, служи като четник при Константинос Дограс в Леринско през 1905 година и Йоанис Деместихас в Ениджевардарско през 1908, загива в сражение с българска чета в Ениджевардарското езеро на Великден 1908 година[2]
- Йоанис Фармакис (Янис, 1772 – 1821), гръцки революционер

### К
- Константинос Белиос (1772 – 1837), австрийски благородник
- Константинос Досиос (1810 – 1871), гръцки политик
- Карамицос (? – 1835), участник в Гръцката война за независимост

### М
- Мелас Яниотис (р. 1939), гръцки бизнесмен, основател и председател на Интерсалоника

### Н
- Неофит Мъгленски (? – 1858), гръцки духовник

### С
- Стерьос Думбас (1794 – 1870), австрийски бизнесмен, дарител, баща на Николаус Думба (1830 – 1900) и дядо на Константин Думба
- Стерьос Кундурас (? – 1943), гръцки андартски деец

### Т
- Теодорос Думбас (1818/1820 – 1880), търговец и дарител

### Х
- Христос Аргиракос (Кицос Морикис, 1876 – 1907), гръцки андартски капитан